# Mobile Suit Gundam ZZ
Mobile Suit Gundam ZZ (機動戦士ガンダムΖΖ Kidō Senshi Gandamu Daburu Zēta?) es la tercera entrega de la franquicia Gundam, producida por el estudio japonés Bandai Namco. 
Es la secuela directa de Mobile Suit Zeta Gundam, última serie de televisión de la saga. 
Fue dirigida y escrita por Yoshiyuki Tomino, quien reunió a un nuevo equipo creativo integrado por el diseñador de personajes Hiroyuki Kitazume (anterior director de animación en Zeta Gundam) y los diseñadores mecánicos Makoto Kobayashi, Yutaka Izubuchi y Mika Akitaka.
Se estrenó originalmente en el canal Nagoya Broadcasting Network y en otras emisoras japonesas afiliadas a la ANN. Posteriormente fue emitida en televisión por satélite Animax, tanto en Japón, como en sus filiales internacionales, incluyendo el Sudeste Asiático, Hong Kong, Asia del Sur y otras regiones. 
El desaparecido portal de video Daisuki era el propietario de los derechos de emisión mundial. 
En 2015, Bandai Namco Filmworks la distribuyó en formato de video doméstico en América del Norte a través de Right Stuf Inc. El 24 de junio de 2022, pasó a estar disponible en streaming a través de la plataforma Crunchyroll.

## Sinopsis
Gundam ZZ fue creada como una continuación directa de Zeta Gundam , con un elenco mayoritariamente nuevo. Comenzó a emitirse inmediatamente después de Zeta Gundam, y continuo uno de sus argumentos principales.  
La serie narra las aventuras de la tripulación del Argama, la nave insignia del Grupo Anti Unión Terrestre (Anti Earth Unión Group, A.E.U.G.). El capitán, Bright Noa, dirige la ofensiva contra los restos de Axis Zeon, quienes aprovecharon el conflicto de Gryps (narrado en Zeta Gundam), fortaleciéndose en secreto, y renombrándose como Neo Zeon, bajo el mando de Haman Karn y proclamándose sucesores de la familia Zabi. 
En la historia, Bright Noa recluta a un grupo de adolescentes recolectores de basura espacial, liderados por Judau Ashta para que sean los pilotos de los mobile suits de la nave Argama. Este grupo es conocido como el "Equipo Gundam". El arsenal del equipo está compuesto por el titular MSZ-010 Gundam Doble Zeta, el MSZ-006 Zeta Gundam, el RX-178 Gundam Mk-II y el MSN-00100 Hyaku Shiki. 

## Argumento

### Primera temporada
La historia tiene lugar en el año 2307 cuando los combustibles fósiles se han extinguido en el planeta Tierra, y la humanidad depende principalmente de energía solar.
Este mundo está dividido en tres bloques político-económicos: la Unión de Energía Solar y las Naciones Libres (Unión), la Liga de Reforma Humana (Human Reform League, HRL) y la Unión Avanzada Europea (Advanced European unión, AEU). Las guerras entre las tres potencias eran constantes, lo que les llevó a que una organización paramilitar llamada Celestial Being. Entrara en escena y se enfrentara por igual a los tres bandos con el objetivo de acabar con las guerras mediante el uso de los Gundam.
El protagonismo recae en Setsuna F. Seiei, piloto del Mobile Suit GN-001 Gundam Exia, junto con otros tres jóvenes que son seleccionados para formar parte del equipo Gundam Meister de Celestial Being. Los otros miembros son: Lockon Stratos, asignado al GN-002 Gundam Dynames; Allelujah Haptism, asignado al GN-003 Gundam Kyrios; y Tieria Erde, asignado al GN-005 Gundam Virtue/GN-004 Gundam Nadleeh. 
Al no poder vencer a Celestial Being, los tres bloques se unen para crear el Ejército de Naciones Unidas. Para ello, conseguirán 30 Mobile Suits GN-X, cada uno equipado con un pseudo-GN-Drive, lo que además les permitirá enfrentarse a Celestial Being. 
Además, aparece un tercer grupo llamado "Equipo Trinity", aliado de Celestial Being, y considerado traidor por el Ejército de Naciones Unidas.
El Ejército de Naciones Unidas inicia la operación "Ángeles Caídos", cuyo objetivo es rastrear y destruir la base Gundam; el Ptolemaios. Durante la operación, Ali Al-Saachez mata a Lockon Stratos, quien había resultado herido gravemente en una batalla anterior. 
Los Gundam se separan a mitad de la batalla al ser interceptados por los tres bloques, pero Setsuna logra destruir todos los GN-X restantes. Sin embargo, es interceptado por Alejandro Corner y su Mobile Suit Alvatore que inesperadamente se transforma en Alvaaron. 
Tras la batalla, Setsuna es nuevamente interceptado por Graham Aker, un ex-integrante de la Unión que buscaba venganza a bordo de su GN-Flag.
En el combate final, el GN-Flag es destruido y el Exia resulta gravemente dañado.

### Segunda temporada
La historia comienza cuatro años después de los eventos de la primera temporada con una situación mundial completamente transformada, donde la humanidad ha establecido la Federación de la Esfera Terrestre y un ejército independiente llamado A-Laws asegura tener la misión de conseguir la paz mundial, aunque intenta dominar el planeta bajo un régimen tiránico.
En este contexto, Setsuna F. Seiei y Saji Crossroad se reencuentran y vuelven a verse involucrados junto con Celestial Being en una nueva misión para detener las acciones de los A-Laws y devolver la paz al mundo, contando con la ayuda de todos los compañeros supervivientes de la última batalla contra las Naciones Unidas, ocurrida cuatro años atrás.
Sin embargo, un tercer bando emerge desde las sombras: los Innovators (o Innovadores) liderados por Ribbons Almark, ex-asistente de Alejandro, junto con sus seis subordinados. Este grupo tiene la capacidad de controlar a los dos bandos principales del conflicto.
Después de descubrir las verdaderas intenciones de Ribbons, algunos pilotos desertan de A-Laws y se unen a Celestial Being para enfrentarse a los Innovadores. Posteriormente Setsuna, debido a la exposición a grandes cantidades de partículas GN del Gundam 00, se convierte en un innovador más fuerte que los demás.
El conflicto culmina en una batalla entre Ribbons y Setsuna. Tras esa batalla, A-Laws se disuelve y la Federación trabaja en un proyecto nuevo para lograr la paz global.

### Awakening of the Trailblazer(secuela de la serie)
Es el año 2314 D.E.C., dos años luego de la derrota de los A-Laws, el nuevo gobierno de la Federación de la Esfera Terrestre (FET) busca la paz mediante un mundo libre de armas. 
Sin embargo, una olvidada nave que había sido enviada a Júpiter hace 130 años regresa a la Tierra, sin signos aparentes de vida a bordo pero trayendo consigo una nueva amenaza alienígena: las formas de vida de metal cambia-formas Extraterrestrial Livingmetal Shapeshifter (ELS), que comienzan a asimilar la tecnología de la Tierra y a sus habitantes.
Ahora con la humanidad en peligro de destrucción total, Celestial Being regresa para defender a la Tierra contra la invasión de los ELS, en lo que parece ser la última batalla . 

## Personajes

### Setsuna F. Seiei(刹那・F・セイエイ,Setsuna Efu Seiei?)
Protagonista de la serie y el más joven de los Gundam Meister. Su nombre real es Soran Ebrahim. Es nativo de la República de Kurdistán que fue posteriormente anexada al Reino de Azadistán, después de una guerra en donde Setsuna peleó como el subordinado de Ali Al-Saachez. 
Durante ese período asesinó a sus padres incitado por su mentor, con la excusa de una prueba de devoción hacia su dios. Este pasado le hizo ser frío, distante y poco hablador. 
Fue rescatado por Celestial Being para convertirle en Gundam Meister. Su Gundam es el Gundam Exia (Gundam de 7 espadas), posteriormente el 00 Gundam en la segunda temporada y 00 Qan[T] en la película. Los tres son especializados en el combate cuerpo a cuerpo.

### Neil Dylandy(ニール・ディランディ,Nīru Dirandi?)
Es irlandés y el mayor de los Gundam Meister, razón por la que es considerado el líder del escuadrón. Se unió a Celestial Being tras la muerte de su familia en un ataque terrorista de KPSA.
Es el piloto del Gundam Dynames, un Gundam francotirador y dotado de escudos varios para su defensa en combate de corto alcance. Cuando utiliza el modo rifle de su Gundam, el piloto del Suit vuelve a su Haro naranja.

### Lyle Dylandy(ライル・ディランディ,Rairu Dirandi?)
Cuatro años después de la muerte de Neil Dylandy, Setsuna recluta a su hermano Lyle para convertirlo en el nuevo Lockon Stratos como piloto del Gundam Cherudim. 
Además, es miembro de la organización antigubernamental Katharon. A Lyle no le gusta ser comparado con su hermano Neil por haber sido desde pequeño la "oveja negra", motivo por el que se había separado de su familia en su juventud.

### Allelujah Haptism(アレルヤ・ハプティズム,Areruya Haputizumu?)
Huérfano desde niño. Fue utilizado como sujeto de experimentos para crear super soldados por la Liga de Reforma Humana, que lo nombró E-57. Sufre de trastorno de doble personalidad como secuela de los experimentos. 
Su alter ego, Hallelujah, actúa de manera totalmente diferente a Allelujah, pues él es más severo, cruel y despiadado. Es el piloto del Gundam Kyrios y del Gundam Arios en la segunda temporada, ambos capaces de cambiar de forma: pueden adoptar la forma humanoide o la de caza de combate.

### Tieria Erde(ティエリア・アーデ,Tieria Āde?)
Es el personaje más enigmático entre los Meister debido a su pasado misterioso. Es el piloto del Gundam Virtue-Gundam Nadleeh en la primera temporada y del Gundam Seravee-Gundam Seraphim, en la segunda.
Es el encargado de comunicarse con el superordenador de la nave-base Ptolemaios, además de ser el miembro con mayor acceso al ordenador, maestro de Celestial Being Veda. 
Tieria sigue los planes de Veda al pie de la letra y sin importarle lo que estos impliquen, por lo que su relación con los demás se torna áspera desde el principio. Tras el conflicto de Lagrange 1, Tieria Erde es el único Meister que se mantiene vinculado a Celestial Being, antes de que se reinicien sus intervenciones cuatro años más tarde.

## Definiciones

### Celestial Being
Celestial Being (ソレスタルビーイング Soresutaru Bīingu?) o "Seres Celestiales", es una organización privada armada que emplea los Mobile Suit Gundam. 
El propósito de Celestial Being es terminar con la guerra en el planeta Tierra. Busca reformar el mundo, irrumpiendo en cualquier acto bélico entre cualquier país, organización, compañía, o cualquiera que apoye la guerra.

### Mobile Suit
Mobile Suit (モビルスーツ Mobiru Sūtsu?) es la denominación de las maquinarias tecnológicas (mechas) y de las armas móviles en el universo Gundam. 
También se les conoce con su abreviación MS. En Mobile Suit Gundam 00, los mobile suit son implementados por Aeolia Schenberg, originalmente como maquinaria para construcción.
Luego del desarrollo de los elevadores orbitales, la Liga de Reforma Humana y la AEU desarrollaron unidades con propósitos militares sobre la base de los originales, primeramente propulsados por combustibles fósiles, luego mediante la energía solar. Generalmente poseen forma humanoide, con dos extremidades superiores y dos inferiores. Cuentan con una cabina usualmente ubicada en el abdomen, pero que en ciertos casos se encuentra en la cabeza o en el pecho de la estructura. Su altura promedio es de 15 metros. Se cree que el término mobile suit proviene de la fusión de los términos "mobile infantry" y "powered suit" del libro Tropas del espacio (1959) de Robert A. Heinlein.

### Gundam
Gundam (ガンダム Gandamu?) es el nombre de los mobile suit de Celestial Being. Son unidades exclusivas en su tipo por contar con una tecnología llamada GN Drives, la cuál garantiza a los Gundam una potencia muchísimo mayor que la de los mobile suits convencionales y la de un suministro de energía semi-perpetuo.
Los Gundam poseen capacidades superiores comparados al resto de mobile suits existentes en el mundo durante el mismo período.

### Gundam Meister
Gundam Meister (ガンダムマイスター Gandamu Maisutā?) es el término con el que se hace referencia a los cuatro pilotos de los mobile suits de Celestial Being. 
Son los encargados de llevar a cabo las intervenciones físicas mediante las direcciones de los operadores Gundam, los cuales generalmente operan desde una nave espacial llamada Ptolemaios. 
El término es la fusión de "Gundam" y la palabra alemana meister (máster, maestro).

### Elevadores orbitales
Al borde de la desaparición de los combustibles fósiles, la raza humana busca alternativas energéticas renovables e ilimitadas.  
La mejor opción es la energía solar y para aprovecharla, se instalan parabólicas conectadas en forma de anillo alrededor del mundo y en el espacio encargadas de recibir la luz solar y sostenidas por 3 inmensos pilares que unen a la tierra con el espacio exterior, conocidos como elevadores orbitales (軌道エレベータ Kidō Erebeitaa?). 
Se encuentran ubicados en tres puntos sobre la Línea del Ecuador, zonas que dividen a la humanidad en tres facciones principales: la UNIÓN, la Liga de Reforma Humana y la AEU. 
Son el motivo inevitable de los conflictos de intereses entre las tres potencias, generando así las continuas guerras y combates interminables.

### Unión de Energía Solar y de Naciones Libres
La Unión de Energía Solar y de Naciones Libres (太陽エネルギーと自由国家連合軍 Taiyō Enerugī to Jiyū Kokka Rengōgun?), abreviada UNIÓN (ユニオン Yunion?), es uno de los tres bloques político-económicos creados tras la construcción del Sistema de energía solar y está constituida por todos los países del continente de América (basada en la OEA), además de Australia y Japón.
Esta controla el primer elevador orbital completado, ubicado en Sudamérica.

### Liga de Reforma Humana
La Liga de Reforma Humana (人類革新連盟 Jinrui Kakushin Renmei?), abreviada como HRL (del inglés Human Reform League), es otra de las potencias predominantes en la Tierra y está constituida por numerosos países de Asia, incluyendo a China, Rusia, India y los países que conforman la Asociación de Naciones del Sureste Asiático (ASEAN).
Esta liga controla el segundo elevador orbital completado, ubicado en el Océano Pacífico.

### Unión Avanzada Europea
La Unión Avanzada Europea (新ヨーロッパ共同体 Shin Yōroppa Kyōdō-tai?), cuyo acrónimo es AEU (del inglés Advanced European Union), es el tercer bloque predominante de esta facción y ellos forman parte los países de la Unión Europea, Islandia, la islas del Mar de Barents, Groenlandia, Anatolia y la Rusia Europea. 
Estos controlan el elevador orbital que aún está incompleto y que se encuentra en el centro del continente africano, el cuál notoriamente no puede ser reclamado por ninguna nación de África. 

### A-Laws
A-Laws (アロウズ Arōzu?) es la fuerza autónoma de protección de la paz de La Federación de la Esfera Terrestre y son los principales antagonistas de Celestial Being en la segunda temporada de la serie.
Oficialmente, su misión es unificar a las naciones por la eliminación de la resistencia contra el gobierno. Sin embargo, sus ideales y tácticas son una fachada de una brutal opresión. Sus acciones desencadenarán la aparición de algunas fuerzas de lucha contra la Federación, como Katharon y el retorno tras cuatro años de inactividad de Celestial Being.

### Innovators
Los Innovators (イノベイタ Inobeitās?) son un grupo de individuos de la segunda temporada conocidos como Innovados, el cual es liderado por Ribbons Almark y creados por Aeolia Schenberg para mostrarse como Innovators. 
Supuestamente esenciales para el plan de Aeolia, Ribbons pronuncia que ellos son el futuro para la humanidad, cuando en realidad, son las impresiones de los verdaderos Innovators que se manifiestan en los seres humanos. Creados para ser existencias que superen a los humanos normales mediante técnicas de manipulación genética y nanotecnología. Son capaces de usar ondas cerebrales cuánticas y conectarse directamente con Veda. 

### Extraterrestrial Livingmetal Shapeshifter (ELS)
Los Extraterrestrial Livingmetal Shapeshifter (ELS) son una forma de vida extraterrestre tecnoorgánica de composición y comportamiento similar al metal, provenientes de un planeta lejano y en agonía que buscan un lugar nuevo para existir.  
Estos organismos, primero parasitarios y luego invasivos, empiezan rápidamente a representar una amenaza real y contundente para la humanidad que debe ser detenida a tiempo, debido a que afectan especialmente a los Innovadores que existen entre la población humana, Innovators y la tecnología en general. 
Pueden asimilar y copiar la tecnología, así como también la materia biológica en cuestión de segundos. No poseen una forma propia, sino que copian otras formas con gran inteligencia y tienen la capacidad de generar contramedidas al hallarse con un enemigo.

## Contenido de la obra

### Anime
| Concepto               | Bandai Namco                                                    |
| Idea original          | Hajime Yatate Yoshiyuki Tomino                                  |
| Concepción de la serie | Yōsuke Kuroda                                                   |
| Diseño de Personajes   | Yun Kōga Michinori Chiba                                        |
| Diseños mecánicos      | Kanetake Ebikawa Takayuki Yanase Seiichi Nakatani Kunio Okawara |
| Dirección artística    | Shigemi Ikeda                                                   |
| Dirección de animación | Michinori Chiba                                                 |
| Música                 | Kenji Kawai                                                     |
| Dirección              | Seiji Mizushima                                                 |

La serie se divide en dos temporadas de 25 capítulos cada una. Se emitieron inicialmente en Japón por las cadenas televisivas TBS y MBS entre el 6 de octubre de 2007 y el 29 de marzo de 2008 para la primera temporada, y entre el 5 de octubre de 2008 y el 29 de marzo de 2009 para la segunda temporada.
Además, se lanzó en Japón una edición especial para toda la serie, la cual está condensada en tres capítulos con escenas inéditas y diálogos parcialmente regrabados. 
El primer título, Celestial Being, fue estrenado el 27 de octubre de 2009 y resume toda la primera temporada; el segundo, End of World, el 22 de diciembre de 2009; y el tercero, Return of World, el 23 de febrero de 2010. Estos fueron lanzados en formatos DVD, Blu-ray, Sony PSP y UMD Video.
La licencia en Norteamérica fue anunciada por parte de Bandai Entertainment  en el Comic-Con de Nueva York el 18 de abril de 2008, siendo la segunda serie de las sagas Gundam en ser transmitida allí además de Mobile Suit Gundam SEED.
La primera emisión se llevó a cabo por el canal Sci-Fi; la primera temporada entre el 17 de noviembre de 2008 al 9 de febrero de 2009 y la segunda temporada entre el 29 de junio de 2009 al 21 de septiembre de 2009. Su finalización estuvo prevista para el 14 de septiembre de 2009.

### Manga
Basados en las dos temporadas de la serie anime, se lanzaron dos versiones manga de la historia principal de Mobile Suit Gundam 00. La primera se presentó en la revista Kerokero Ace dibujada por Kōzō Ōmori y con mínimos cambios en relación al anime, como por ejemplo, el uso de mayor cantidad de expresiones faciales cómicas y la omisión de ciertos personajes y subargumentos. Tal como el primer volumen, se lanzó el 26 de marzo de 2008 y fue publicado por Kadokawa Comics.
La otra adaptación fue también fiel a la serie de TV, siendo dibujada por Auto Taguchi y publicada por Kōdansha.
Ambas versiones en manga esencialmente siguen la misma historia de la serie de televisión, variando en la secuencia de los eventos y en los estilos visuales.
Un manga basado en una historia paralela a la principal llamado Mobile Suit Gundam 00F fue publicado en Gundam Ace.La historia se enfoca en Fereshte, una rama autónoma de Celestial Being que posee Gundams de generaciones previas a los de la historia principal. 
El primer volumen fue publicado el 26 de marzo de 2008 por Kadokawa Comics.
Otra versión llamada Mobile Suit Gundam 00I fue planeada para reemplazar a la anterior en Gundam Ace. Esta se conecta a la historia principal de la segunda temporada centrándose en los "Innovadores" e "Innovators". 
Otro manga publicado es Mobile Suit Gundam 00: Aoi Kioku, se basa en el anime y se enfoca en las memorias y vidas pasadas y presentes de los Gundam Meister. Este fue ilustrado por Taro Shiguma y publicado también en Gundam Ace. 

### Libros y publicaciones
Una versión novelizada de Mobile Suit Gundam 00 fue publicada por la editorial Kadokawa, licenciada por Bandai Entertainment y el primer volumen estuvo completo para el 29 de diciembre de 2009.
Otra obra de la saga, Mobile Suit Gundam 00P fue lanzada en versión de novela ligera en el Dengeki Hobby Magazine, cuya trama se centra en la generación previa de Gundam Meister, 15 años antes de desarrollarse los hechos del anime. 
Escrita por Tomohiro Chiba y siendo lanzado el primer volumen en mayo de 2008. Otra versión, en novela gráfica, titulada Mobile Suit Gundam 00V  fue publicada por Hobby Japan. Esta se presenta en formato de libro de historia del desarrollo de los mobile suit, se publicó 20 años después de la historia principal dentro del universo Gundam 00 y aparecen en muchas variaciones de los Gundam existentes, incluyendo unas guías fotográficas. El protagonista es un observador de mobile suit llamado Robert Spacey.

### Videojuegos
El 27 de marzo de 2008 fue publicado por Namco Bandai Games un juego basado en la serie anime titulado Mobile Suit Gundam 00. Este título fue producido por BEC y fue lanzado para la consola portátil Nintendo DS. 
El argumento es básicamente el mismo que el de la serie con cambios mínimos, aunque sin la aparición de los modelos Gundam GN-X, siendo su final la aparición de los Gundam Throne y los hermanos Trinity.
Un segundo videojuego, titulado Mobile Suit Gundam 00: Gundam Meisters, fue lanzado el 16 de octubre de 2008 para la consola PlayStation 2, creado por Yuke's y publicado exactamente igual que el anterior por Namco Bandai Games. A diferencia del título para Nintendo DS, esta versión sigue el argumento de la primera temporada completa, también introduciendo cambios tenues en la historia.
La primera temporada también apareció en Another Century's Episode Portable y en 2nd Super Robot Wars Z ~Hakai Hen~. La segunda temporada, sin embargo, apareció en SD Gundam G Generation World. El argumento de la película apareció en SD Gundam G Generation Overworld y Super Robot Wars UX y posteriormente en Super Robot Wars V.
Dynasty Warriors: Gundam 3 también muestra los mobile suits de Gundam 00.

## Música
La banda sonora original de la serie fue íntegramente compuesta por Kenji Kawai. Cuenta con cuatro álbumes hasta la fecha, además de cuatro "character CD" (CD temáticos clasificados por personajes de la serie) lanzados en el siguiente orden: 
- Mamoru Miyano/Setsuna F. Seiei con Skoop On Somebody;
- Shinichiro Miki/Lockon Stratos con Eijun Suganami y Shinji Matsuda de The Back Horn;
- Hiroshi Kamiya/Tieria Erde con Isamu Teshima, guitarrista de Unicorn; Hiroyuki Yoshino/Allelujah Haptism con Chiaki Ishikawa

También se lanzaron dos "drama CD" (álbumes que contienen alguna historia relacionada con la serie).

### Openings y endings
Primera temporada 
- Daybreak’s Bell de L'Arc~en~Ciel. Primer opening (Créditos iniciales); episodios 1 a 13, ending (Créditos finales) del episodio 25.
- Wana (罠Wana?) de The Back Horn. Primer final; episodios 1 a 13.
- Ash Like Snow de The Brilliant Green. Segunda apertura; episodios 14 a 25.
- Friends (フレンズFriends?) de Stephanie. Segundo final; episodios 14 a 24.
- Love Today de Taja. Tema introductorio; episodios 19 y 24.

Segunda temporada 
- Hakanaku mo Towa no Kanashi (儚くも永久のカナシHakanaku mo Towa no Kanashi?) de UVERworld. Primer final; episodio 1. Primera apertura; episodios 2 a 13.
- Prototype de Chiaki Ishikawa. Primer final; episodios 2 a 13.
- Namida no Mukou (泪のムコウNamida no Mukou?) de Stereopony. Segunda apertura; episodios 14 a 25.
- Tomorrow de Ayumi Tsunematsu. Segundo final; episodio 14. Canción introductoria; episodio 14 y 15.
- Trust You de Yuna Itō. Tercer final; episodios 15 a 24. [31]
- Daybreak’s Bell de L'Arc~en~Ciel. Cuarto final; Episodio 25.
- Unlimited Sky de Tommy heavenly6, alias de Tomoko Kawase. Canción introductoria; episodios 7, 18 y 22.

## Recepción
Previamente a ser estrenada la serie, los críticos del portal especializado en anime Anime News Network especulaban que así como Mobile Suit Gundam SEED fue una reedición del original Mobile Suit Gundam (1979), Gundam 00 sería una adaptación de Gundam Wing (1995) para una audiencia moderna, esto fue debido a los paralelismos que existían entre Gundam 00 y las series anteriores de la saga. 
Tras su lanzamiento, la serie fue recibida con buenas críticas, recibiendo 8,4/10 en Anime News Network, para la primera temporada y 9/10 para la segunda temporada, siendo elogiada por la excelente calidad de la animación y por los detallados efectos visuales.

As for the production values, they're top-notch: the mecha and character designs are attractive, and the fights—especially the opening chase scene—are fluid and composed with an eye for maximum impact.

En cuanto a los valores de producción, está en un nivel bastante alto, el diseño de los personajes y de los mechas son atractivos. Las batallas, especialmente la escena de persecución inicial, son vertiginosas y están concebidas para el logro del mayor impacto visual posible.

Carl Kimlinger. Anime News Network

El crítico Carl Kimlinger de ANN además remarcaba las grandes similitudes políticas y culturales entre la serie y la sociedad moderna, con rasgos claramente post 11-S. 
La serie fue un éxito comercial, con los DVD mostrando un pico consistente de ventas; apareciendo dos de estos, el tercer y séptimo DVD, en el top de las listas de ventas de DVD.
En una encuesta publicada en abril de 2008 por la revista Newtype, entre el top 20 de anime, los lectores japoneses votaron a Gundam 00 como mejor anime, colocando a su antecesor Gundam SEED en el noveno puesto.
Otro dato importante a mencionar es que mediante su trabajo en esta serie, Mamoru Miyano, el seiyū (persona que da la voz a un personaje) del personaje Setsuna F. Seiei, ganó el premio al mejor actor de voces en la Exposición Internacional de Anime en Tokio de 2008. Además, del mismo modo, el seiyū de Miyano y Tieria Erde, Hiroshi Kamiya, ganó dos premios por su trabajo en los Seiyū Awards de 2008.
Yoshiyuki Tomino estila el continuar una historia trágica con una serie de comedia y Gundam ZZ no fue una excepción: a diferencia de Zeta Gundam, caracterizada por su profundidad y melodrama, Gundam ZZ tiene una estampa superficial y cómica. 
El tema de apertura Anime Ja Nai (アニメじゃない, Lit. Esto no es Anime) refleja la ironía de la primera mitad de la serie, aunque la segunda mitad vuelve a tener un tono más maduro y sobrio. 
Debido a su tono superficial y a su absurdo sentido del humor, Gundam ZZ tiene muy mala reputación entre los fanáticos de Gundam más ortodoxos, tanto es así que algunos han llegado a acusar a Yoshiyuki Tomino de haber querido sabotear la franquicia.
A pesar de esto, la serie gozó de altos niveles de recepción entre las audiencias más jóvenes y casuales. Además, el tema de apertura Anime Ja Nai se hizo muy popular entre los aficionados del anime, y a veces es mencionada como una de las canciones de anime más memorables de todos los tiempos. Rakan Dahkaran es interpretado por Ryūsuke Ōbayashi (japonés).

## Líneas temporales
Con su primera temporada estrenada en 2007 y la segunda en octubre de 2008, Mobile Suit Gundam 00 es la séptima serie de la franquicia Gundam, ubicada en un universo alterno al de las series originales Gundam (que transcurren en la línea temporal del Universal Century o U.C.).
Gundam 00 desde el comienzo fue, es y será concebida como una serie ubicada en un universo alterno dentro de las sagas Gundam. Por otra parte, hay elementos que encajan entre sí, ya que todas las series Gundam tienen elementos comunes que concuerdan.
Gundam 00 tiene la particularidad, pese a desarrollarse en un universo alterno dentro de las sagas Gundam, de ocurrir en el calendario que conocemos, es decir el Después de Cristo (d. C.), Era Cristiana o Anno Domini (A.D.), como se le conoce en los Estados Unidos o Europa. De hecho, la mayoría de las series Gundam ocurren en diferentes líneas temporales y sus historias y continuidad no tienen nada que ver unas con las otras, salvo por las series originales de Universal Century. 
Según la línea temporal del U.C., en el 2045 d. C. la humanidad cambia su calendario cristiano o anno domini al U.C. (universal century). La serie original de Mobile Suit Gundam comienza en el U. C. 0079 o 2124 d. C.

## Curiosidades
Al inicio de la serie y en la primera apertura de la segunda temporada, aparece una referencia a la Tesis IX de Geschichtsphilosophische thesen, el último escrito del filósofo Walter Benjamin.

## Temas de apertura y clausura
Apertura:
- Anime Ja Nai ~Yume o Wasureta Furui Chikyūjin yo~ (アニメじゃない〜夢を忘れた古い地球人よ〜Anime Ja Nai ~Yume o Wasureta Furui Chikyūjin yo~?  "Esto no es anime (Anticuados terrícolas que olvidaron sueños)") por Masato Arai (episodios 1–25)
- Silent Voice (サイレントヴォイス Sairento Voisu?) por Jun Hiroe (episodios 26–47)

Clausura:
- Jidai ga Naiteiru (時代が泣いているJidai ga Naiteiru?  "La era está llorando") por Masato Arai (episodios 1–25)
- Issenman-Nen Ginga (一千万年銀河Issenman-Nen Ginga?  "Una galaxia de diez millones de años") por Jun Hiroe (episodios 26–47)